# Colchicum verlaqueae
Colchicum verlaqueae là một loài thực vật có hoa trong họ Colchicaceae. Loài này được Fridl. mô tả khoa học đầu tiên năm 2009.